# Mužiki!..
Mužiki!.. (Мужики!..) è un film del 1981 diretto da Iskra Leonidovna Babič.

## Trama
Il minatore Pavel viene a sapere della morte della sua ex sposa, arriva nel suo villaggio natale e diventa padre di tre figli.